# Goulielmos Arvanitis
Goulielmos Arvanitis (* 1921 in Thessaloniki; † 1987) war ein griechischer Fußballspieler.

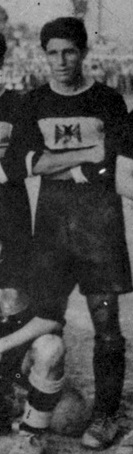
Youlielmos Arvanitis in 1950

## Sportlicher Werdegang
Arvanitis begann mit dem Fußballspielen bei Ethnikos Kamaras, 1938 schloss er sich PAOK Thessaloniki an. Für den Klub debütierte er später in der Alpha Ethniki, der höchsten Liga im griechischen Fußball. Nach einem Wechsel zu AEK Athen avancierte er dort zum Nationalspieler. Im April 1948 war er einer von zehn Debütanten in der griechischen Nationalmannschaft, als die Auswahlmannschaft der Türkei mit 1:3 unterlag. Im folgenden Jahr gehörte er zum Kader eines Einladungsturniers um die Mittelmeermeisterschaft, bei dem er zwei Spiele bestritt und mit der Auswahl nach Niederlagen gegen Italien, die Türkei und Ägypten den letzten Platz belegte.
Während die Meisterschaft seinerzeit von Olympiakos Piräus und dem Athener Lokalrivalen Panathinaikos dominiert wurde, gewann der Mittelfeldspieler 1950 mit seinem Klub den griechischen Landespokal. Durch einen 4:0-Endspielsieg gegen Aris Thessaloniki gewann er den Titel. Im folgenden Jahr kehrte er nach zwei Jahren Pause in die Nationalmannschaft zurück, die er bei seinem vierten Länderspiel – einer 0:1-Niederlage gegen eine französische Auswahlmannschaft in Marseille, bei der neben ihm im Stade Vélodrome mit Michalis Delavinias, Antonios Paragyos, Giorgos Mouratidis, Giannis Kanakis, Mihalis Papatheodorou, Kostas Poulis und Elias Papageorgiou sieben weitere AEK-Akteure in der Startformation standen – als Mannschaftskapitän anführte. Im folgenden Sommer nahm er an den Olympischen Sommerspielen 1952 teil, das Fußballturnier endete für ihn und die griechische Auswahl mit einer 1:2-Auftaktniederlage gegen Dänemark jedoch direkt nach dem ersten Spiel. Sein fünftes Länderspiel war zudem sein letzter Auftritt im Nationaltrikot.